# Неотропика

Неотропика на карте мира

Экологические зоны

Неотро́пика — биогеографический регион, охватывающий всю Южную Америку, части Центральной Америки, острова Карибского бассейна и южную часть Флориды.

## Описание
До того как Южная и Северная Америка были соединены Панамским перешейком, на этих континентах существовали разные зоологические и ботанические миры. Несмотря на некоторое взаимопроникновение биологических видов, различия континентов сохранились и до нашего времени.
В Неотропике, как и в Антарктиде и Австралии, преобладают виды, унаследованные от древнего континента Гондвана.